# Переполох в Гималаях
«Переполох в Гималаях» (нем. Lissi und der wilde Kaiser) — немецкий мультфильм 2007 года (в российский прокат картина вышла 14 августа 2008 года).

## Сюжет
По Гималаям бродит Йети и попадает в ледяную ловушку. На скале возникает маска дьявола и требует самую красивую женщину. Тогда Йети крадёт жену австрийского императора Франца Лисси. Император решает отправиться на поиски во главе армии, но фельдмаршал напоминает, что часть полков воюет, а остальных он отправил в Монако, в итоге он берёт меч и отправляется на поиски в карете вместе со своей матерью Сибиллой и фельдмаршалом. Однако первыми Йети находят желающие получить вознаграждение браконьеры. Успевшие подружиться Лисси и Йети сбегают от них к баварскому правителю и укрываются в его замке. Лисси даёт Йети имя «Страстница» в честь дня, когда они встретились — страстная пятница. Франц получает письмо от Лисси в искажённом виде (вода размыла часть слов) и решает, что она изменяет ему и решает отправиться развеяться к баварскому королю. Он находит её, как и крестьяне. Затем на стене замка появляется пылающая маска дьявола. Йети и Франц спорят с ним и обманывают, спасая Лисси. Все возвращаются по домам. Франц и Лисси живут счастливо, Страстница нашёл себе друга — им оказывается известный тирольский альпинист Райнхольд Месснер.

## Историко-культурный подтекст
За основу комедии была взята история XIX века про австрийского императора Франца Иосифа I и его жену Елизавету Баварскую («Сисси»). Этот сюжет весьма популярен в германском кинематографе (например, «Сисси» с Роми Шнайдер в главной роли). Вместе с тем чувствуются реминисценции из «Шрека», «Ледникового периода», «Пиратов Карибского моря», «Титаника», «Мулен Руж!», «Кинг-Конг».